# Astragalus ikonnikovii
Astragalus ikonnikovii är en ärtväxtart som beskrevs av Dieter Podlech. Astragalus ikonnikovii ingår i släktet vedlar, och familjen ärtväxter. Inga underarter finns listade i Catalogue of Life.